# Ljusreklamförbundet

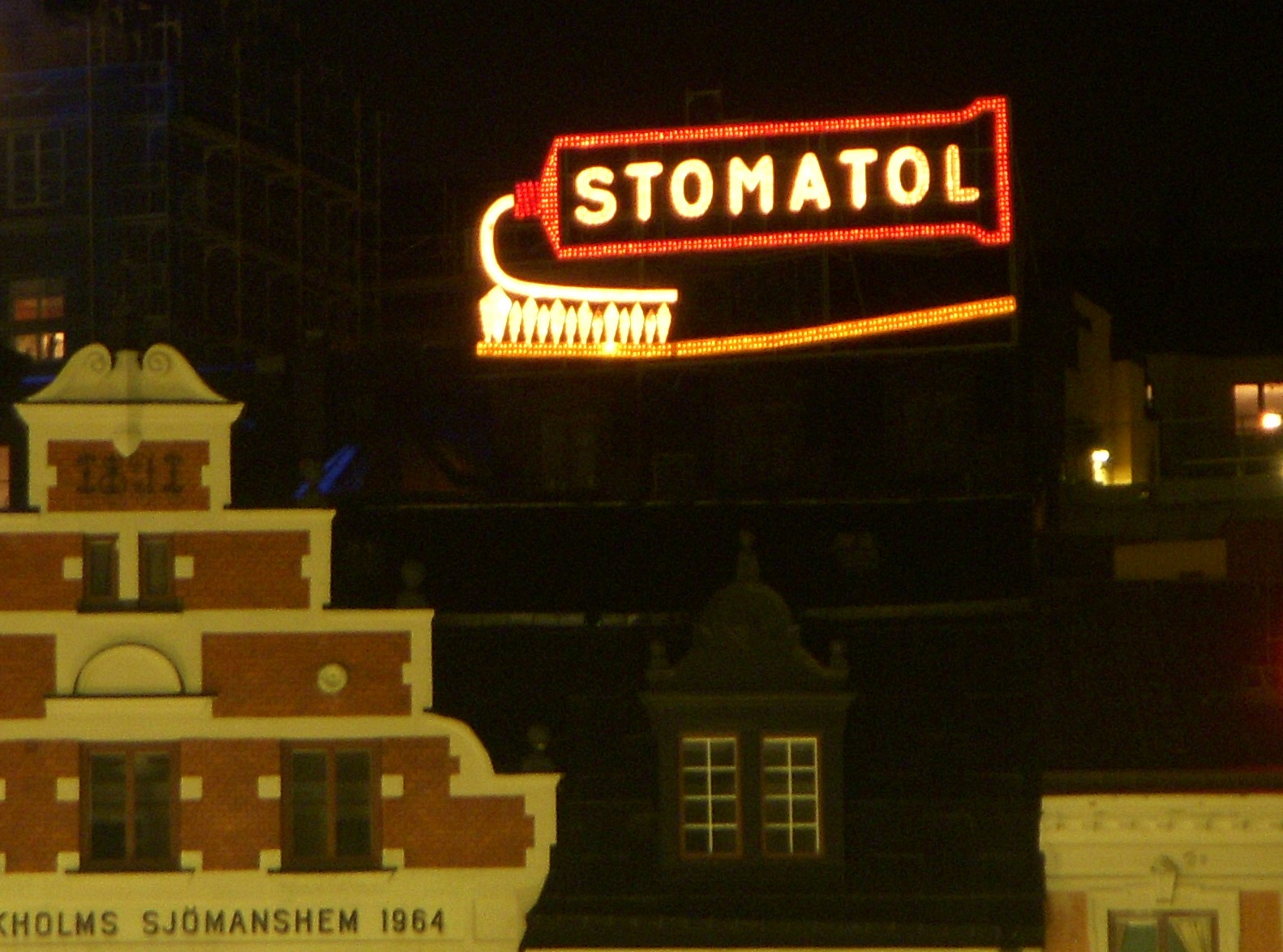
Stomatolskylten från 1909

Ljusreklamförbundet är en branschförening inom Svensk Industriförening, Sinf. Förbundet har ett 60-tal medlemmar och representerar cirka 80 procent av ljusreklambranschen.
Ljusreklamförbundets uppgift är att medverka till effektivare, dvs mer ekonomiskt anpassat skyltbestånd. Ljusreklamförbundets strävan är att informera allmänhet och användare om estetiska, tekniska och andra designmässiga faktorer som påverkar ljusreklamens förmåga att på ett riktigt sätt kommunicera med åskådarna – i regel den stora allmänheten. Ljusskylten består av en mängd detaljer som idag omfattas av producentansvaret. Det är en viktig uppgift för ljusreklamförbundet att sprida information om ljusreklamens miljömässiga innehåll. 

## Historik
Förbundet har en historik från 1930-talet då stora svenska och internationella företag bildade en egen organisation för sin egen ljusskylttillverkning. Svenska Neonteknikerfabriken blev namnet på den första organisationen där företag som ASEA, Siemens, Graham Brothers/Grahms Neon och Philips ingick. En organisation som samlade personer som var knutna till tillverkningen av ljusskyltar. 1977 bildades så Ljusreklamförbundet auktoriserade Skyltleverantörer, en organisation för företag som producerade skyltar. Sedermera ombildades namnet till Ljusreklamförbundet.

## Stockholms skyltpris
Sedan 2011 delar förbundet tillsammans med Stockholms stadsmuseum ut utmärkelsen Stockholms skyltpris till en nyuppsatt ljusreklamskylt som mest berikat det nattliga stadsrummet och förhöjt Stockholms skönhet under dygnets mörka timmar. 
Stockholms skyltpris ersatte den utmärkelse, Årets skylt, som delats ut under perioden 1998-2009 av Stockholms stad och Ljusreklamförbundet.